# Nowhere Special
Nowhere Special (bra: Algum Lugar Especial; prt: Sempre Perto de Ti) é um filme de drama coproduzido internacionalmente em 2020, escrito, dirigido, produzido por Uberto Pasolini e estrelado por James Norton e Daniel Lamont, ambientado na Irlanda do Norte. A história segue John, pai solteiro de Michael, de quatro anos, que deve tomar providências para cuidar de seu filho quando se depara com a realidade de uma doença terminal.
Teve sua estreia mundial no Festival de Cinema de Veneza em 10 de setembro de 2020, e foi lançado no Reino Unido em 16 de julho de 2021.

## Elenco
- James Norton como John
- Daniel Lamont como Michael
- Eileen O'Higgins como Shona
- Valerie O'Connor como Ella
- Valene Kane como Celia
- Keith McErlean como Phillip
- Siobhán McSweeney como Pam
- Chris Corrigan como Gerry
- Niamh McGrady como Lorraine
- Caolan Byrne como Trevor

## Produção
Em setembro de 2019, foi anunciado que James Norton havia se juntado ao elenco do filme, com Uberto Pasolini dirigindo a partir de um roteiro escrito por ele. Pasolini foi inspirado a escrever o roteiro de uma história que leu sobre um pai terminalmente doente que precisava encontrar uma nova família para seu filho antes de morrer.

### Filmagem
A filmagem principal começou em agosto de 2019.

## Lançamento
O filme teve sua estreia mundial no Festival de Cinema de Veneza em 10 de setembro de 2020. Foi lançado no Reino Unido em 16 de julho de 2021 no Curzon Cinemas.
No Brasil, foi lançado em 17 de junho de 2021, e em Portugal, em 2 de junho de 2022.

## Recepção da crítica
No agregador de críticas Rotten Tomatoes, Nowhere Special detém uma classificação de aprovação de 100% com base em 30 avaliações.
Em 2021, James Norton foi nomeado para o Prêmio de Cinema Independente Britânico de Melhor Ator.